# Macrohymenium incrassatum
Macrohymenium incrassatum là một loài Rêu trong họ Sematophyllaceae. Loài này được (Dixon & Thér.) Kis mô tả khoa học đầu tiên năm 1984.